# Párkányi Mihály
Párkányi Mihály (Budapest, 1924. január 1. – Budapest, 1991. január 28.) építészmérnök, címzetes egyetemi tanár, a műszaki tudományok doktora.

## Életpályája
Gimnáziumi tanulmányainak befejezése után a Budapesti Műszaki Egyetem Építészmérnöki karán szerzett diplomát. 1949-től az Építéstudományi Intézetnél tervezőként dolgozott. 1952-1954-ig a Budapesti Eötvös Loránd Tudományegyetem történelem szakát végezte el, esti tagozaton. Ezután az Építészeti Tanács titkárságán főmérnökként dolgozott 1955-ig, majd Országos Műemléki Felügyelőség igazgatóhelyettese volt 1959-ig.
1961-1962-ig a Londoni Városi Tanács Lakásépítési Osztályán tervezőként tevékenykedett. 1962-től 1970-ig a Lakótervnél folytatott tervező-kutató tevékenységet. 1970-1974-ig a Magyar Tudományos Akadémia Természettudományi Főosztályán vezetőként dolgozott. Ez után a Budapesti Műszaki Egyetem Épületszerkezeti Intézetébe került tanárként és Dr. Gábor László intézet igazgató alkotó partnereként.

## Munkássága
A szerkezetelmélet és építéstechnológia-elmélet területén folytatott több évtizedes kiemelkedő tudományos kutatási és kísérleti és irodalmi tevékenysége az alábbi fő témákra terjed ki:
A modern építés (építészet) technológiai mozgástörvényeinek feltárása: a modulkoordináció alapjai, a gyártás nyílt műveletté tétele;
Az építészeti és városépítészeti variációk elmélete;
A kettős koordináció rendszere: az építés automatizálásának specifikus kérdései;
A vakgyártás elmélete: a Gutenberg-elv alkalmazása az építőiparra, az építés modellje;
A szilikátbázisú könnyűszerkezetes nem-tektonikus rendszerek elmélete és gyakorlata: a nem-tektonikus elvű építés sajátszerűségének felderítése, laboratóriumi és félüzemi szinten való kikísérletezése;
A vaktervezés elmélete: az információ továbbítása és vétele az iparosított építésben;
A tömeges lakásépítés problémái a fejlődő országokban.
Számos publikációja jelent meg, ezek jelentős része angolul. A tanulmányok, jelentések, terv- és filmdokumentációk, publikációk, kísérleti egységek és épületek stb. jegyzékét a díj odaítélésére javasolt művek tételesen is felsorolják.
A nem-tektonikus rendszerek építészeti, szerkezeti és technológiai szempontból egyaránt nyíltak, mert a tervezésben nem kötik meg, hogy mit tervezzünk, a gyártásban nem kötik meg egyértelműen, hogy miként gyártsunk, az összeállításban pedig nem kötik meg egyértelműen, hogy az épületet hogyan építsük meg. Ebben rejlik e kutatói munkásság nemzetközi jelentősége is.
Tudományos munkássága egészében a gyártás nyílt műveletté való tételével foglalkozik.
Az alkatrész-elvűség problémái alapján dolgozta ki a vakgyártás elméletét, amelyet először a nem-tektonikus rendszerek elméleti kimunkálásában alkalmazott, majd azok technológiai megvalósításával igazolt. Ezen alapszik a vaktervezés elméletének kimunkálása is, amely már az építészet és az információ elmélet kapcsolatát elemzi.

## Könyvei, publikációi, tanulmányai
- dr. Párkányi Mihály: A modulkoordináció alapjai. Kandidátus értekezés, 1963. 160 oldal
- Párkányi-Sámsondi-Zoltán: Moduláris változatok egy szövet-szerkezetes cellarendszeres építési módra. I-III. 375 oldal, LAKÓTERV, Budapest, 1964-66.
- Párkányi M: A városépítészeti variációk elméleti kérdései. LAKÓTERV, Budapest, 1966. 211 oldal
- Párkányi M: A vakgyártás elmélete. Doktori értekezés I-II. kötet, 286 oldal; Vakgyártás I. Automatizálási módszer kettős koordinációra Vakgyártás II. A Gutenberg-elv alkalmazása az építőiparra, LAKÓTERV, Budapest, 1967-69
- Párkányi M: Az építőipar szerkezeti megváltoztatásának néhány technológiai és gazdasági kérdése a fejlődő országokban. LAKÓTERV, Budapest, 1969. 33 oldal
- Párkányi M. Nem-tektonikus szerkezetek. I.-II. Építés-Építészettudomány I. kötet 1-2. szám, 75-102. oldal és 3-4. szám 371-380. oldal, Budapest, 1969-70.
- Párkányi M: Az építés modellje. Az építés, mint Gutenberg-elvű technológia. Építés-Építészettudomány III. kötet 2-3. szám, 271-302. oldal, Budapest, 1971.
- Párkányi M: Non-tectonic systems. Structural variation on a system of non-tectonic bricks. Report for UNIDO. Kézirat Budapest, 1971. 88 oldal és 52 oldal foto.
- Párkányi-Hajdu-Schindler: Nem-tektonikus szerkezetek II. Kutatási zárójelentés az MTA részére. Kézirat 99 oldal, fotók, táblázatok, Budapest, 1973. (Kísérleti maisonette építkezés, Budafok 1972-73. Tervdokumentáció: 90 db 70 x 125 cm méretű tervlap, 56 lap elemkonszignáció) (Kísérleti szövetszerkezetes maisonette építkezés, Budafok 1972-73. Filmdokumentáció 16 mm-es színes 32 perces magyar és angol változatban)
- Garay-Párkányi: Trends towards synthesis in structural engineering. CIB 6th Congress, Budapest 1974. Subject Theme II/3. 453-463 pp.
- Párkányi-Hajdu-Barcza-Kövesdi-Rajk: „Lift-field” prototípus épület. Kutatási jelentés. Budapest 1975. 155 oldal
- Párkányi-Hajdu-Barcza-Kövesdi-Rajk: Non-tectonic systems. Case studies in low-cost housing. (Abu-Dhabi, Egypt) Budapest, 1975. 71 pp.
- Párkányi M: Non-tectonic systems. An illustrated report of the Light-weight, silicate-based, heat-storing building systems. Report for UNIDO. October 1978. Budapest,33 p.
- Gábor-Párkányi: Az információ továbbítása és vétele az iparosított építésben. Bevezetés a vaktervezés elméletébe. Akadémiai Kiadó Budapest, 1979. 141 oldal.
- Párkányi-Hajdu-Barcza-Kövesdi-Szirmai: Feasibility study: Adaptation of the Non-tectonic System in the People’s Democratic Republic of Yemen. 1981. Aden-Budapest.

## Tudományos fokozatai
- A műszaki tudományok kandidátusa fokozatot 1965-ben nyerte el. „A modulkoordináció alapjai” c. kandidátusi értekezést 1963-64-ben készítette el és 1965-ben védte meg.
- A „Doctor Technicae” (műszaki doktor) címet 1966. május 17-én nyerte el a Budapesti Műszaki Egyetemen.
- A műszaki tudományok doktora fokozatot 1971-ben nyerte el. „A vakgyártás elmélete” c. doktori értekezését 1966-69. években készítette el.

## Tevékenysége a Magyar Tudományos Akadémián
1962-től a Magyar Tudományos Akadémia Műszaki Tudományok Osztályán, mint Építészettudományi Bizottság és az Építészetelméleti Bizottság tagja.
1972-től az UNIDO szakértői tagja. Ebben a minőségben számos UNIDO szimpóziumon tartott előadást Európában és Afrikában.
1976-tól 1990-ig a Magyar Tudományos Akadémia Tudományos Minősítő Bizottságának tagja.